# Veliki Troglav
Troglav eller Veliki Troglav är det högsta berget längs bergsryggen Dinara, med en höjd av 1 912 meter över havet. Berget ligger i Bosnien och Hercegovina, intill gränsen mot Kroatien. Berget har fått namn efter den slaviska guden Triglav. Berget består huvudsakligen av kalksten och dolomit.
Trots att berget har den högsta toppen av bergsryggen Dinara, är ryggen döpt efter det lägre berget Dinara som syns mer prominent från slättlandet i Kroatien.

## Robotskapad information
Berget ligger i den västra delen av landet, 140 km väster om huvudstaden Sarajevo. Toppen på Veliki Troglav är 1 912 meter över havet, eller 341 meter över den omgivande terrängen. Bredden vid basen är 14,8 km.
Terrängen runt Veliki Troglav är kuperad åt sydost, men åt nordväst är den bergig. Veliki Troglav är den högsta punkten i trakten. Runt Veliki Troglav är det glesbefolkat, med 8 invånare per kvadratkilometer.. Närmaste större samhälle är Odžak, 19,6 km sydost om Veliki Troglav. 
Trakten runt Veliki Troglav består till största delen av jordbruksmark.